# Masacre de Verden

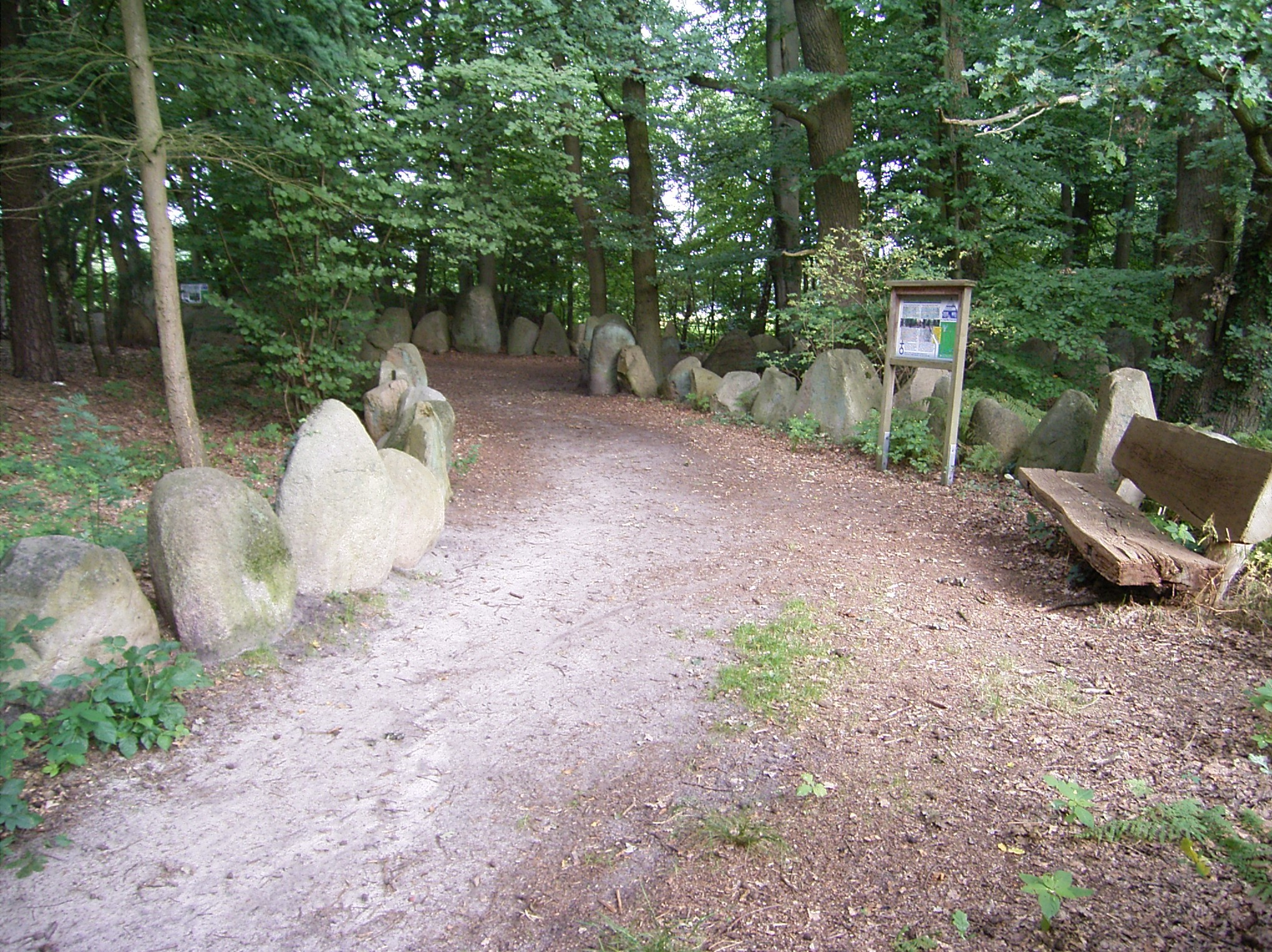
Sachsenhain Halsmühlen.

La Masacre de Verden o el Sangriento Veredicto de Verden (alemán Blutgericht von Verden) fue una masacre de sajones que tuvo lugar en 782 cerca de la actual población alemana de Verden en Baja Sajonia, ordenada por Carlomagno durante las Guerras sajonas.

## Historia
En el año 782, en torno a 4.500 líderes sajones fueron decapitados por practicar el paganismo, tras haber aceptado, al menos de manera oficial, su conversión al cristianismo y estar bautizados. Se dijo que el río Aller bajaba rojo con su sangre. Los motivos de Carlomagno eran mostrar su supremacía y severidad en el castigo a los rebeldes.
El efecto fue que los sajones perdieron virtualmente todo su liderazgo, pasando a ser gobernados desde entonces por condes francos nombrados por Carlomagno. El principal líder sajón, Widukind, consiguió escapar a Dinamarca con sus familiares, pero regresaría pronto. En 785, junto a su pueblo, fue obligado a convertirse al cristianismo por Carlomagno.

### Veracidad cuestionada
Algunos historiadores han puesto en duda la autenticidad de la masacre, argumentando que, bien no se produjo, bien que fue realmente una batalla, aunque sus afirmaciones no se han considerado creíbles.
La veracidad de estos sucesos ha sido cuestionada en ciertos círculos partiendo de la base de que pudo haber un error de transcripción de los textos originales latinos, al confundir el vocablo latino delocabat (exiliado o desplazado) con decollabat (decapitado).
El primer desafío a los registros históricos sobre la masacre fue publicado por Karl Bauer en 1937 en su obra Die Quellen für das sogenannte Blutbad von Verden (Münster, 1937).
Acerca del tema de la decapitación, el historiador Ramsay MacMullen afirma que en 681 se celebró el XII Concilio de Toledo, en el que se llamaba a las autoridades civiles a apresar y decapitar a todos aquellos culpables de prácticas paganas de cualquier clase.

## Legado
En 1935, Heinrich Himmler ordenó a Wilhelm Hübotter, un destacado arquitecto paisajista nazi la construcción de Sachsenhain, un monumento formando por 4.500 grandes piedras en Verden en conmemoración de la Masacre. Supuestamente, cada piedra procedía de una de las 4.500 poblaciones de Baja Sajonia, y es hoy en día citado como ejemplo de pseudoarqueología: "probablemente la obra más representativa de prehistoria inventada jamás llevada a cabo".
En la actualidad, el emplazamiento pertenece a las Juventudes de la Iglesia Protestante y está abierto al público.